# Moixé Castel
Moixé Castel (en hebreu, משה קסטל, Jerusalem, 1909 – Tel-Aviv, 1991) fou un pintor israelià. Nascut dins una família sefardita, estudià a l'Acadèmia d'Art Bessalel de Jerusalem, l'Académie Julian i l'École du Louvre de París, ciutat on visqué 15 anys.
Va estudiar amb Isaac Frenkel Frenel (un pintor de l'Ecole de Paris).
Les seves obres murals es troben en molts edificis emblemàtics d'Israel: Binyané ha-Ummà (1958), la Kenésset (1966) o la residència dels Presidents d'Israel (1970).